# The Man with the Book
|  | Denne artikel er oprettet af botten Steenthbot ud fra en ekstern database. Den kan derfor have sproglige fejl eller mangler. Denne skabelon kan fjernes efter kontrol af indholdet. |

The Man with the Book er en dansk dokumentarfilm fra 2004 instrueret af Ulrika Ekberg.